# امبرتو باربریس
امبرتو باربریس (آلمانی: Umberto Barberis؛ زادهٔ ۵ ژوئن ۱۹۵۲) مربی فوتبال اهل سوئیس است.
از باشگاه‌هایی که در آن بازی کرده‌است می‌توان به سروت ۱۸۹۰، و گراس‌هاپر زوریخ، موناکو، سیون، تیم ملی فوتبال سوئیس، سروت ۱۸۹۰، و گراس‌هاپر زوریخ اشاره کرد.